# Third Watch – Einsatz am Limit
Third Watch – Einsatz am Limit (Originaltitel: Third Watch) ist eine US-amerikanische Fernsehserie von Edward Allen Bernero und John Wells aus den Jahren 1999 bis 2005. Sie umfasst 132 Episoden in 6 Staffeln. Im deutschsprachigen Fernsehen wurden allerdings nur die ersten drei Staffeln ausgestrahlt, die Free-TV-Premiere fand am 24. März 2003 auf dem Sender VOX statt.

## Handlung
Third Watch – Einsatz am Limit behandelt den aufreibenden Alltag der Feuerwehrleute, Polizisten und Sanitäter des fiktiven 55. Bezirks im New Yorker Stadtbezirk Manhattan. Dieser Bezirk liegt an der Ecke King Boulevard und Arthur Street, weshalb er auch Camelot genannt wird. Die Charaktere arbeiten in der Schicht von 15 bis 23 Uhr und halten somit die dritte Wache (englisch: third watch) des Tages ab. In einer Stadt der Größe New Yorks wird der Notruf andauernd benötigt, die Serie zeigt die Figuren Sully, Doc, Faith, Ty, Jimmy, Kim, Carlos, Bobby und Bosco, die aufgrund der Notrufe Einsätze fahren, Menschenleben retten oder Verbrechen aufklären und verhindern.

## Besetzung und Synchronisation
Der Fernsehsender VOX beauftragte die Berliner Synchronfirma Interopa Film mit der Synchronisation der ersten drei Staffeln. Dialogregie führte Dietmar Wunder, die Dialogbücher wurden von Christian Weygand erstellt.
| Rolle                               | Schauspieler       | Bild             | Hauptrolle Staffel | Nebenrolle Staffel | Deutsche Synchronstimme |
| ----------------------------------- | ------------------ | ---------------- | ------------------ | ------------------ | ----------------------- |
| Paramedic Monte „Doc“ Parker        | Michael Beach      | Michael Beach    | 1–5                |                    | Charles Rettinghaus     |
| Officer Tyrone „Ty“ Davis           | Coby Bell          | Coby Bell        | 1–6                |                    | Dennis Schmidt-Foß      |
| Paramedic Roberto „Bobby“ Caffey    | Bobby Cannavale    | Bobby Cannavale  | 1–2                |                    | Frank Schaff            |
| Firefighter James „Jimmy“ Doherty   | Eddie Cibrian      | Eddie Cibrian    | 1–5                |                    | Nicolas Böll            |
| Paramedic Carlos Nieto              | Anthony Ruivivar   | Anthony Ruivivar | 1–6                |                    | Simon Jäger             |
| Officer Faith Yokas                 | Molly Price        |                  | 1–6                |                    | Martina Treger          |
| Officer Maurice „Bosco“ Boscorelli  | Jason Wiles        |                  | 1–6                |                    | Dietmar Wunder          |
| Officer John „Sully“ Sullivan       | Skipp Sudduth      | Skipp Sudduth    | 1–6                |                    | Detlef Bierstedt        |
| Paramedic Kimberly „Kim“ Zambrano   | Kim Raver          | Kim Raver        | 1–5                |                    | Ranja Bonalana          |
| Firefighter Alexandra „Alex“ Taylor | Amy Carlson        | Amy Carlson      | 2–4                | 1                  | Bianca Krahl            |
| Fred Yokas                          | Chris Bauer        |                  | 3–5                | 1–2                | Peter Reinhardt         |
| Emily Yokas                         | Bonnie Dennison    |                  | 4–6                |                    |                         |
| Sergeant Maritza Cruz               | Tia Texada         |                  | 4–6                |                    |                         |
| Officer Sasha Monroe                | Nia Long           | Nia Long         | 5–6                |                    |                         |
| Paramedic Grace Foster              | Cara Buono         | Cara Buono       | 6                  |                    |                         |
| Officer Brendan Finney              | Josh Stewart       | Josh Stewart     | 6                  |                    |                         |
| Maggie Davis                        | Lonette McKee      |                  |                    | 1–4                | Evelyn Maron            |
| Rose Boscorelli                     | Patti D’Arbanville |                  |                    | 1–6                |                         |

## Hintergrund
Die Serie ist eine Mischung aus Drama, Krimi und Action. Die Episoden setzen sich aus zahlreichen Einzelepisoden, die sich mit der Entwicklung eines Charakters beschäftigen und aus Handlungssträngen, die über mehrere Episoden, manche über mehrere Staffeln verfolgt werden.
Third Watch startete in den USA im Jahr 1999, lief über sechs Staffeln und 132 Episoden und wurde im Mai 2005 vom Sender NBC eingestellt. Bis heute wurden nur die ersten drei Staffeln vom deutschen Sender VOX eingekauft und synchronisiert. VOX hat erklärt, dass sie keine weitere Staffel kaufen werden und ausschließlich auf die neuen CSI-Serien setzen. Third Watch wurde im Jahre 2009 auch auf dem Sender TNT Serie ausgestrahlt sowie 2010/2011 im Pay-TV Kanal Warner TV Serie.
Im Gegensatz zu vielen anderen Serien mit dieser Thematik wird Third Watch ein besonderer Realismus zugesprochen. Natürlich sind viele Situationen dramaturgisch überhöht, aber die Darstellung der Aufgaben von Rettungsassistenten und einem Löschzug hat auch von der Fachpresse, beispielsweise dem Feuerwehr-Magazin, Lob geerntet.
Seit April 2006 gibt es die erste Staffel mit allen 22 Folgen in Deutschland auf DVD zu kaufen. Die synchronisierten Staffeln 2 und 3 sind Mitte 2023 noch nicht erschienen. Laut TV Spielfilm (Ausgabe 06/07) plant Warner keine weiteren DVD-Veröffentlichungen.
Auf dem US-amerikanischen Markt hingegen ist die zweite Staffel seit dem 7. Juli 2009 als DVD-Box erhältlich. Eine deutsche Synchronisation bzw. deutsche Untertitel sind nicht vorhanden. Die Serie ist Mitte 2023 auch bei keinem Streamingdienst in Deutschland zu empfangen. Z.T. finden sich die deutschen Episoden bei unklarer Urheberrechtslage bei dailymotion.com.

## Bemerkungen
- Third Watch gilt als offizieller Ableger der TV-Serie Emergency Room – Die Notaufnahme (ER), wird von den Fans aber meist nicht als Ableger empfunden. Obwohl beide Serien in unterschiedlichen Städten spielen, gibt es ein sogenanntes Crossover. John Wells arbeitet, wie bei ER auch, in dieser Serie mit Christopher Chulack Executive Producer zusammen. Ein weiteres Crossover gab es im Jahre 2005 mit der Serie Medical Investigation.
- Die Terroranschläge auf das World Trade Center wurden in die Serie eingearbeitet. Dafür wurden die ersten beiden Episoden der bereits abgedrehten 3. Staffel (2001–2002) umgeschrieben und neugedreht. Neben dem Lob für die aufrichtige und emotionale Darstellung des 11. September wurde der Serie auch vorgeworfen, Gewalt zu ausführlich darzustellen.
- An der Produktion der Serie sind echte Feuerwehrleute aus New York beteiligt, die unter anderem auch an den Einsätzen am 11. September teilgenommen haben und dort auch Kameraden verloren haben.
- In der Pilotfolge ist während der Anfangsszenen „Right Here, Right Now“ von Fatboy Slim zu hören, der Titelsong in allen weiteren Folgen ist „Keep Hope Alive“ von The Crystal Method.